# Usol'skij rajon (Oblast' di Irkutsk)
L'Usol'skij rajon (in russo Усольский район?) è un rajon dell'Oblast' di Irkutsk, nella Russia asiatica; il capoluogo è Usol'e-Sibirskoe. Istituito nel 1975, ricopre una superficie di 6.881,6 chilometri quadrati e consta di una popolazione di circa 53.000 abitanti.